# La grande sera
La grande sera est un  roman de l'écrivain italien Giuseppe Pontiggia, publié en 1989.
L'année de son édition, le roman, préfacé par Alberto Moravia, a remporté le prix Strega.

## Résumé
L'action débute au cours d'un après-midi de juin, dans une métropole qui pourrait être celle de Milan. Un consultant financier d'âge mûr disparaît soudainement sans laisser de trace. Son entourage proche, angoissé et perplexe, est dans l'expectative de le revoir et de savoir ce qu'il est devenu. La seule information qui transparaît d'enquêtes superficielles est qu'il serait parti en Afrique du sud. Une fois cette « raisonnable certitude » assimilée, tout le monde arrête définitivement de le chercher.

## Éditions
- (it) Giuseppe Pontiggia et préface de Alberto Moravia, La grande sera, Arnoldo Mondadori Editore, 1989 (ISBN 8804324260).
- (it) Giuseppe Pontiggia et Livre de poche, La grande sera, Arnoldo Mondadori Editore, coll. « Oscar scrittori moderni », 2003, 272 p. (EAN 9788804524304).
- (it) Giuseppe Pontiggia et préface de Antonio Franchini, La grande sera, UTET, 2006, 318 p. (ISBN 978-88-02-07439-9).
- (it) Giuseppe Pontiggia, La grande sera, Arnoldo Mondadori Editore, 2009, 217 p. (ISBN 978-88-04-57107-0)[2].